# Parafia św. Idziego w Podlesiu
Parafia Świętego Idziego w Podlesiu – parafia rzymskokatolicka w Podlesiu. Należy do dekanatu koniecpolskiego w diecezji kieleckiej. 
Pierwsze wzmianki o parafii pochodzą z 1325 roku.